# Не для людей, тієї слави…
«Не для людей, тієї слави…» — вірш Тараса Шевченка, написаний 1848 року на Косаралі.

## Написання та публікація
Збереглися два чистові автографи вірша: автограф у «Малій книжці»; автограф у «Більшій книжці». Автографи не датовано. Вірш датується дослідниками за місцем автографа у «Малій книжці» серед творів 1848 року та часом зимівлі Аральської описової експедиції в 1848—1849 роках на Косаралі, орієнтовно: кінець вересня — грудень 1848-го, Косарал.
Найраніший відомий текст — чистовий автограф у «Малій книжці», до якої вірш переписано під № 24 у шостому зшитку за 1848 рік, орієнтовно наприкінці 1849-го — на початку 1850 року (до арешту 23 квітня), з невідомого первісного автографа. 1858 року, не раніше 18 березня і не пізніше 22 листопада, Шевченко заніс до «Більшої книжки» доопрацьований текст твору. Пізніше, повернувшись до вірша, він червоним олівцем закреслив рядок 12 і написав на полях його новий варіант.
Виправлення, які зробив Шевченко під час переписування поезії з «Малої книжки» до «Більшої книжки», переважно припадають на центральну частину і полягають у ЇЇ скороченні: вилучено цілісний фрагмент тексту, який переводив переживання поета у драматичну тональність.
Першодрук вірша у журналі «Основа» (1861 рік, № 1, стор. 1 — 2) здійснено за текстом, близьким до «Більшої книжки» з відмінами в рядках 1, 12, 25. Варіант рядка 12 відповідає нижньому шару «Більшої книжки», тобто публікація в «Основі», очевидно, готувалась за «Більшою книжкою» до остаточної правки тексту вірша «Не для людей, тієї слави…» Шевченком.
Найімовірніше, з «Малої книжки» вірш було переписано до рукописного списку невідомої особи з окремими виправленнями Шевченка кінця 1850-х років, що належав Л. Жемчужникову і не зберігся. У публікації О. Кониського, який подав деякі відміни цього списку, більшість варіантів вірша «Не для людей, тієї слави…» ідентична тексту автографа у «Малій книжці», проте в «Малій книжці» на чотири варіанти більше (рядки 7, 8, 12, 26). Рядки 3 («Мої вірші віршую я»), 25 («В сем'ї веселій, тихій») розходяться з текстом «Малої книжки». Останній варіант збігається з першодруком.
Вперше вірш введено до збірки творів у виданні: «Кобзарь Тараса Шевченка / Коштом Д. Е. Кожанчикова» (СПб., 1867 рік, стор. 442—443) і того ж року — у виданні: «Поезії Тараса Шевченка» (Львів, 1867 рік, том 1, стор. 216—217), де вірш подано за «Основою».
Відомі дослідникам списки вірша походять від першодруку в «Основі»: у збірці «Сочинения Т. Г. Шевченка» 1862 року, у рукописних «Кобзарях» — 1865 року, переписаному Д. Демченком, 1866 року, другої половини XIX ст. тощо.

## Сюжет
Вірш є роздумами про призначення творчості поета. Невіддільна від особистої долі Шевченка, його творчість у неволі була для нього потребою, втіхою, забуттям. І хоч на початку вірша поет каже, ніби він творить «не для людей», наступне розгортання теми спростовує це. Насамперед людям, батьківщині адресує Шевченко свої вірші — «легенькії діти». Мотив громадянської значимості поезії посилюється в остаточній редакції «Більшої книжки». Образ дум-дітей характерний і для інших творів Шевченка («Думи мої, думи мої», 1840 і 1847 років, вступ до поеми «Гайдамаки»). Початок вірша є своєрідним переосмисленням поезії О. Кольцова:
Пишу не для мгновенной славы:
Для развлеченья, для забавы,
Для милых, искренних друзей,
Для памяти минувших дней.
Ці рядки Шевченко згодом процитував у записі від 13 червня 1857 року у щоденнику.